# Amstrad Cent pour cent
 (octobre 2018).
Si vous disposez d'ouvrages ou d'articles de référence ou si vous connaissez des sites web de qualité traitant du thème abordé ici, merci de compléter l'article en donnant les références utiles à sa vérifiabilité et en les liant à la section « Notes et références ».
Amstrad Cent pour cent était le magazine mensuel officiel[réf. nécessaire] de l'Amstrad CPC publié par Média système édition, paru pour la première fois en février 1988. Le titre "Cent Pour Cent" fut choisi comme un jeu de mots sur le nom de l'ordinateur concerné.

## Historique
Amstrad Cent Pour Cent est un magazine mensuel officiel[réf. nécessaire] de l'Amstrad CPC publié par Média système édition, pour la première fois en février 1988. Le titre Cent Pour Cent est choisi comme un jeu de mots sur le nom de l'ordinateur concerné.
Ce magazine traite de sujets exclusifs à l'Amstrad CPC. Il y avait différents tests de jeux et d'utilitaires (notés en pourcentage bien sûr), des initiations à la programmation (Locomotive BASIC, CP/M, assembleur Z80…), des listings… De plus à chaque parution on pouvait lire des critiques de BD, livres, albums de musique, jeux de rôle (plateaux). Les articles étaient rédigés sur un ton spirituel et agrémentés de petites BD humoristiques.
Le troisième tome de la Bande dessinée de science-fiction Aquablue créée par le scénariste Thierry Cailleteau et le  dessinateur Olivier Vatine, le Mégophias a été prépublié dans le magazine du numéro 22 au numéro 33. 
Le magazine n'était pas totalement indépendant d'Amstrad International, mais l'équipe éditoriale était hostile à faire du magazine un pur publi-rédactionnel. Aussi, d'un commun accord, les jeux mauvais ou décevants n'étaient juste pas traités.
À partir du numéro 40, en septembre 1991, le magazine devient bimestriel. Puis trimestriel en janvier 1993, pour le numéro 46, accompagnant le déclin de la popularité de la machine chroniquée.
Le numéro 49, dernier numéro du magazine, paraîtra en octobre 1993.

## Équipe
Équipe éditoriale : Robert Barbe (Robby), Olivier Fonteney, Denis Jarril (Sined Le Barbare), Pierre Valls (Pedro), Patrick Giordano (Matt Murdock), Christophe Delpierre (Chris), Lipfy, Alain Massoumipour (Poum), Léopold Braunstein (Le Chef)
Rédacteurs en chef : Robert Barbe (Robby) à partir du numéro 34.
Circulation : En moyenne, 35 000 exemplaires par mois la première année.

### Sources secondaires
1. ↑  Guillaume Verdin, « OldSchool is beautiful : revue de presse Amstrad Cent pour Cent », sur Le Mag de MO5.COM, 18 janvier 2018.
2. ↑  Les Chroniques de Player One, p. 48 (Éd. Pika, 2010)
3. ↑  Les Chroniques de Player One, p. 49 (Éd. Pika, 2010)

### Sources bibliographiques
- Amstrad Action, #77, p. 21